# Instituto de Derecho Privado de la Universidad Central de Venezuela
El Instituto de Derecho Privado es un centro de investigación en Derecho Privado de la Facultad de Ciencias Jurídicas y Políticas de la Universidad Central de Venezuela, ubicado en Caracas, Venezuela.

## Historia
Se fundó con el nombre de Seminario de Derecho Privado en el año 1949, dirigido por el jurista Lorenzo Herrera Mendoza. 
Durante décadas ha sido el principal y más grande centro de investigación en Derecho Privado de Venezuela.
Hasta 1952, el Instituto fue dirigido por su fundador, Lorenzo Herrera Mendoza. Le sucedieron los juristas Roberto Goldschmidt, José Melich Orsini, Rafael Pizani, Benito Sansó, Víctor Pulido Méndez, Leopoldo Borjas, Lourdes Wills, Tania González, Carmen Luisa Roche, María Luisa Tosta, Fernando Martínez, y nuevamente, María Luisa Tosta.
El Instituto se organiza en secciones, según distintas disciplinas: Derecho Civil, Derecho Mercantil, Derecho Internacional Privado, Derecho Social, Filosofía del Derecho, Legislación y Jurisprudencia, Sociología del Derecho y Teoría General del Derecho.